# 이심 한
이심 한은 중앙아시아에 위치한 한이었다. 1565년부터 1628년까지 존재했다.
수도는 타슈켄트였다.